# هینتسنباخ
هینتسنباخ (به آلمانی: Hinzenbach) یک منطقهٔ مسکونی در اتریش است که در ناحیه افردینگ واقع شده‌است. هینتسنباخ ۱۴٫۶ کیلومتر مربع مساحت دارد ۲۷۰ متر بالاتر از سطح دریا واقع شده‌است.